# كعب القتال
كعب القتال (بالكورية: 킬힐)؛ هو مسلسل تلفزيوني كوري جنوبي، من بطولة كيم ها نيول، كيم سونغ ريونغ، لي هاي يونغ، تم عرضه كل يومي الأربعاء والخميس على قناة تي في إن من 9 مارس إلى أبريل 2022.

## القصة
قصة رغبة النساء الثلاث الشديدة في تحقيق النجاح في مجال صناعة التسوق من المنزل، والجدل الساخن حول الطبيعة البشرية وسط المنافسة.

## طاقم

### دور رئيسي
- كيم ها نيول في دور وو هيون.[7][8]

مضيفة التسوق وو هيون التي كانت قلقة بشأن الوضع الراكد على الرغم من أنها تتمتع بأداء بيع جيد مع صورتها الامعة. 
- كيم سونغ ريونغ في دور باي اوك سيون.[9][10]

مقدمة في برنامج التسوق المنزلي، وهي بطبيعتها حسودة وتريد أن تسلط عليها الأضواء دائما لأنها تنحدر من طبقه راقية. 
- لي هاي يون في دور كي مو راي.[11] [12]

كانت موظفة منتظمة، ارتقت إلى نائب الرئيس دون مساعدة أي شخص.

### أدوار داعمه
- شيم وان جون بدور بارك جونغ سو، قائد فريق شركة تسوق منزلية.[13]
- جيون نو-مين بدور تشوي إن-غوك، زوج باي اوك سيون.[14]
- أوه جاي وون في دور تشوي جيونج هيون، ابن باي أوك سون.[15]
- مون جي إن بدور نوه سيونغ وو، مديرة جديدة للتسوق في المنزلي.[16]
- شين جو آه بدور غو إيون نارا.[17]
- هان سو يون في دور هام شين آي.[18]
- كيم دو يون بدور آه كيم سو وان.[19]
- جونغ ايوي جاي في دور سيو جون بيوم، نائب المدير العام الذي يعمل في الشركة منذ 6 سنوات.[20]

### أخرون
- جيون جوك هيانج في دور والد دويل.[21]
- هان سو يون في دور هام شين آي.[18]

زوجة هيون ووك وابنة عائلة تشايبول شهيرة.

## المشاهدات
| الموسم | الموسم | رقم الحلقة | رقم الحلقة | رقم الحلقة | رقم الحلقة | رقم الحلقة | رقم الحلقة | رقم الحلقة | رقم الحلقة | رقم الحلقة | رقم الحلقة | رقم الحلقة | رقم الحلقة | رقم الحلقة | رقم الحلقة | المتوسط     |
| الموسم | الموسم | 1          | 2          | 3          | 4          | 5          | 6          | 7          | 8          | 9          | 10         | 11         | 12         | 13         | 14         | المتوسط     |
| ------ | ------ | ---------- | ---------- | ---------- | ---------- | ---------- | ---------- | ---------- | ---------- | ---------- | ---------- | ---------- | ---------- | ---------- | ---------- | ----------- |
|        | 1      | 1087       | 902        | 705        | 855        | 491        | 762        | 553        | 573        | 660        | 801        | 661        | 802        | 711        | 986        | ستُعلن لاحقًا |

| الحلقات | تاريخ البث الأصلي | متوسط حصة الجمهور (Nielsen Korea) | متوسط حصة الجمهور (Nielsen Korea) |
| الحلقات | تاريخ البث الأصلي | على الصعيد الوطني                 | سيئول                             |
| ------- | ----------------- | --------------------------------- | --------------------------------- |
| 1       | 9 مارس 2022       | 4.375%                            | 4.604%                            |
| 2       | 10 مارس 2022      | 3.997%                            | 3.739%                            |
| 3       | 16 مارس 2022      | 3.158%                            | 3.254%                            |
| 4       | 17 مارس 2022      | 3.499%                            | 3.636%                            |
| 5       | 23 مارس 2022      | 2.251%                            | 2.158%                            |
| 6       | 24 مارس 2022      | 3.636%                            | 4.100%                            |
| 7       | 30 مارس 2022      | 2.306%                            | 2.271%                            |
| 8       | 31 مارس 2022      | 2.629%                            | 2.469%                            |
| 9       | 6 أبريل 2022      | 3.210%                            | 3.160%                            |
| 10      | 7 أبريل 2022      | 3.670%                            | 3.819%                            |
| 11      | 13 أبريل 2022     | 3.354%                            | 3.073%                            |
| 12      | 14 أبريل 2022     | 3.823%                            | 3.981%                            |
| 13      | 20 أبريل 2022     | 3.554%                            | 3.302%                            |
| 14      | 21 أبريل 2022     | 4.736%                            | 4.972%                            |
| المعدل  |                   |                                   |                                   |

## الإنتاج

### صناعة
المسلسل من إخراج نوه دو تشول وهو مخرج سابق لدى ام بي سي، الذي عمل على مسلسل "الحاكم، سيد القناع وسلسلة التحقيق والجريمة "ثنائي التحقيق". ومن كتابة لي تشون وو وسين كوانغ هو. ومن تخطيط تي في ان وإنتاجه بواسطة شركة يوبي كولترو وماي كوين بيكتشرز.

### طاقم
في 3 نوفمبر 2021 أفيد أن كيم ها نيول كانت تفكر للانضمام في المسلسل التلفزيوني. تظهر لي هاي يونغ على الشاشة بعد 3 سنوات، وكان آخر ظهور لها في المسلسل التلفزيوني محامي خارج عن القانون لعام 2018، في البداية عُرِضَ على الممثل بارك أون سيوك دور سيو جون بيوم، ولكن في نهاية انتقل الدور للممثل جونغ إيوي جاي.

### التصوير
في 14 يناير 2022 نشرت قناة تي في ان أول صور من جلسة قراءة السيناريو.

### الإصدار
كان من المقرر في الاصل عرض المسلسل في 23 فبراير 2022. ولكن فقد تم تغيير جدول التصوير بسبب وجود حالة لكوفيد-19 في موقع التصوير، وتم تأجيل موعد العرض الأول لمدة أسبوعين، ليعرض في 9 مارس 2022.

## روابط خارجية
- الموقع الرسمي
 باللغة الكورية
- كعب القتال على موقع IMDb (الإنجليزية)
- كعب القتال على هانسينما